# Linden Chiles

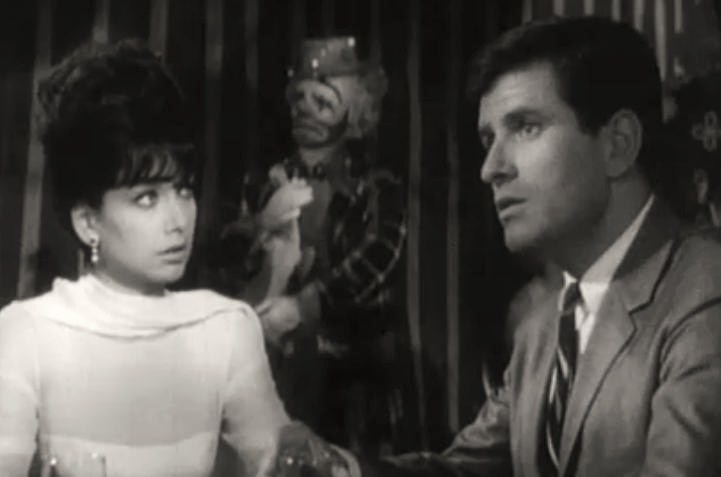
Avec Suzanne Pleshette, dans À corps perdu (1965)

(Truman) Linden Chiles est un acteur américain, né le 22 mars 1933 à Saint-Louis (Missouri), mort le 15 mai 2013 à Topanga (Californie).

## Biographie
Au cinéma, Linden Chiles contribue à seulement trente-et-un films américains, le premier sorti en 1960. Citons À corps perdu de Walter Grauman (1965, avec Suzanne Pleshette et Bradford Dillman), La Symphonie des héros de Ralph Nelson (1967, avec Charlton Heston et Maximilian Schell), Mutant d'Allan Holzman (1982, avec Jesse Vint et Dawn Dunlap) et L'Envolée sauvage de Carroll Ballard (1996, avec Anna Paquin et Jeff Daniels).
Son dernier film est Road to Paloma (en) de Jason Momoa (avec le réalisateur et Sarah Shahi), sorti le 11 juillet 2014, plus d'un an après sa mort.
Acteur de télévision principalement, il apparaît dans quatre-vingt-dix-sept séries, depuis Rawhide (un épisode, 1960) jusqu'à Frasier (un épisode, 2003). Entretemps, mentionnons Perry Mason (quatre épisodes, 1961-1965), Les Envahisseurs (deux épisodes, 1967), Banacek (quatre épisodes, 1973-1974), Les Rues de San Francisco (trois épisodes, 1973-1977), V (un épisode, 1984), ainsi que JAG (deux épisodes, 1997-2001).
S'y ajoutent quinze téléfilms diffusés entre 1967 et 1996, dont Helter Skelter de Tom Gries (1976, avec George DiCenzo et Steve Railsback) et Abandonnée et trahie de Joseph Dougherty (1995, avec Lori Loughlin et Brian Kerwin).

## Filmographie partielle

### Cinéma
- 1961 : Sanctuaire (Sanctuary) de Tony Richardson : Randy
- 1964 : Pas de printemps pour Marnie (Marnie) d'Alfred Hitchcock : un employé de bureau
- 1964 : Shock Treatment de Denis Sanders : Al Simon
- 1965 : À corps perdu (A Rage to Live) de Walter Grauman : Brock Caldwell
- 1966 : Sans foi ni loi (Incident at Phantom Hill) d'Earl Bellamy : Dr Hanneford
- 1966 : Texas, nous voilà (Texas Across the River) de Michael Gordon : « Yellow Knife »
- 1967 : La Symphonie des héros (Counterpoint) de Ralph Nelson : le lieutenant Long
- 1969 : Les Griffes de la peur (Eye of the Cat) de David Lowell Rich : Bendetto
- 1980 : Where the Buffalo Roam d'Art Linson : le deuxième journaliste
- 1982 : Mutant d'Allan Holzman : Dr Gordon Hauser
- 1984 : Jouer c'est tuer (Cloak & Dagger) de Richard Franklin : le chef de la sécurité de l'aéroport
- 1990 : La Lambada, la danse interdite (The Forbidden Dance) de Greydon Clark : Bradley Anderson
- 1995 : L'Insigne de la honte (The Glass Shield) de Charles Burnett : le sergent Berry Foster
- 1996 : L'Envolée sauvage (Fly Away Homee) de Carroll Ballard : le présentateur du journal télévisé
- 2014 : Road to Paloma de Jason Momoa : Bob

### Télévision
Séries
- 1960 : Rawhide, saison 3, épisode 1 Cinq ans après (Incident at Rojo Canyon) de Ted Post : Jenkins
- 1961-1965 : Perry Mason
  - Saison 5, épisode 1 The Case of the Jealous Journalist (1961 - Joe Davies) de John English et épisode 29 The Case of the Promoter's Pillbox (1962 - Herbert Simms) de Jesse Hibbs
  - Saison 6, épisode 19 The Case of the Surplus Suitor (1963) de Jesse Hibbs : Vernon Elliot
  - Saison 8, épisode 18 The Case of the Telltape Tap (1965) : Clyde Darrell
- 1962 : La Quatrième Dimension (The Twilight Zone), Saison 3, épisode 29 À quatre heures (Four O'Clock) de Lamont Johnson : Hall
- 1963 : Les Hommes volants (Ripcord), saison 2, épisode 35 The Well : rôle non-spécifié
- 1963 : Gunsmoke ou Police des plaines (Gunsmoke ou Marshal Dillon), saison 8, épisode 29 With a Smile d'Andrew V. McLaglen : Pat
- 1963 : Dobie Gillis (The Many Loves of Dobie Gillis), saison 4, épisode 32 I Was a Spy for the F.O.B. (A. F. Bottomly) et épisode 33 There's a Broken Light for Every Heart on Broadway (Freddy Quick)
- 1963 : Mon martien favori (My Favorite Martian), saison 1, épisode 2 The Matchmakers : Howard Loomis
- 1964 : Les Monstres (The Munsters), saison 1, épisode 1 Mascarade (Munster Masquerade) de Lawrence Dobkin : Tom Daly

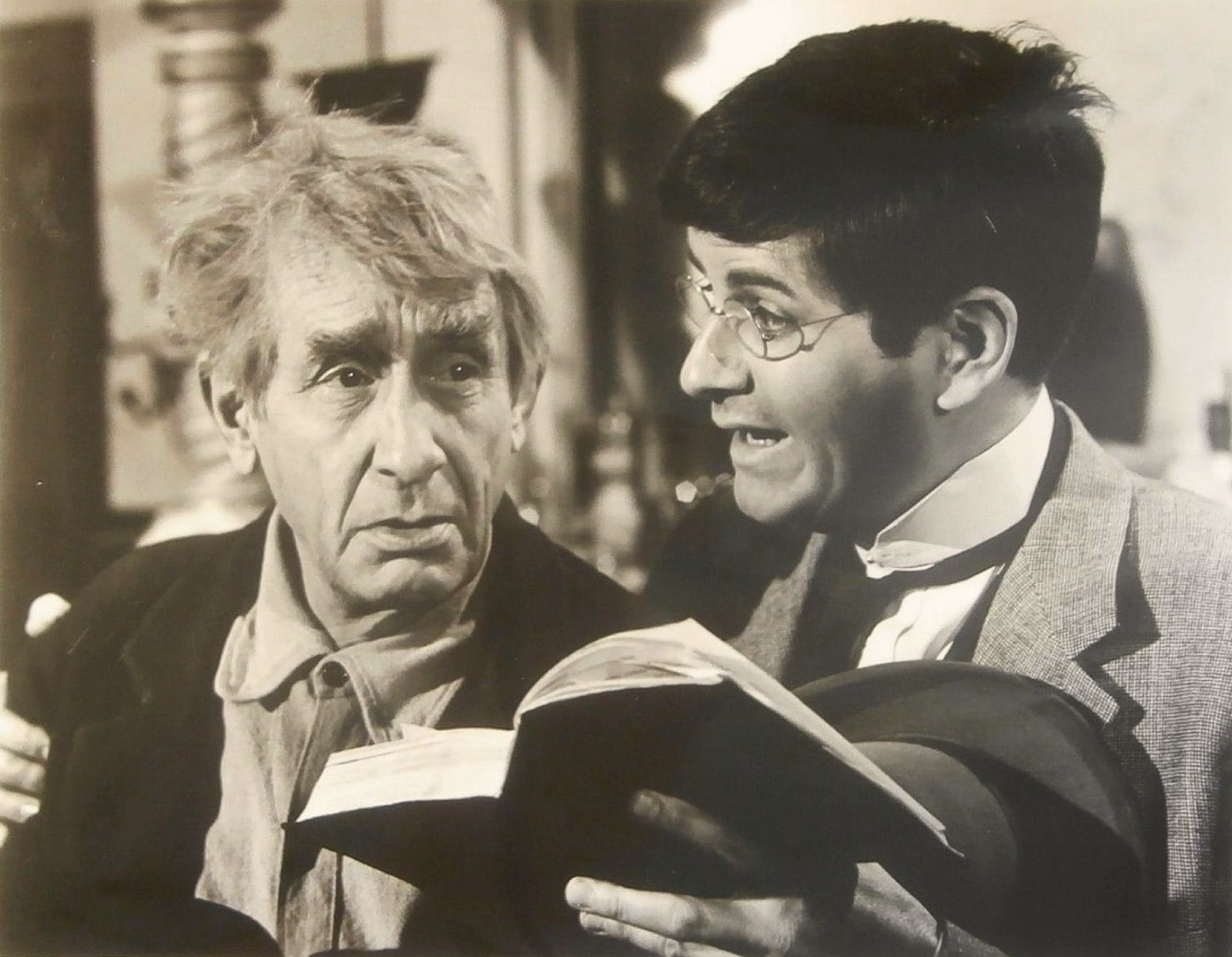
Avec Victor Jory (à g.), dans Le Virginien, épisode The Return of Golden Tom (1966)

- 1964-1967 : Le Virginien (The Virginian)
  - Saison 3, épisode 7 Big Image... Little Man (1964) de William Witney : Paul Leland
  - Saison 4, épisode 25 The Return of Golden Tom (1966) : Ira Lom
  - Saison 5, épisode 4 An Echo of Thunder (1966) d'Abner Biberman : Ben Fancher
  - Saison 6, épisode 2 The Deadly Past (1967) d'Abner Biberman : le shérif Chris Williams
- 1965 : Des agents très spéciaux (The Man from U.N.C.L.E.), saison 1, épisode 17 Sous le signe de Kali (The Yellow Scarf Affair) : Tom Simpson
- 1966 : Daktari, saison 2, épisode 2 Le Piège (Deadline to Kill) : Nicky Sebastian
- 1966 : Au cœur du temps (The Time Tunnel), saison unique, épisode 4 Pearl Harbor (The Day the Sky Fell In) de William Hale : le commandant Tony Newman Sr.
- 1966 : Le Frelon vert (The Green Hornet), saison unique, épisode 15 Que le meilleur perde (May the Best Man Lose) : Warren Ryland
- 1966-1972 : Sur la piste du crime (The F.B.I.)
  - Saison 2, épisode 11 The Contaminator (1966) de Paul Wendkos : Underwood
  - Saison 3, épisode 25 The Predators (1968) de Jesse Hibbs : Lane Benton
  - Saison 4, épisode 21 The Attorney (1969) de Robert Douglas : Arnold Keith Toby
  - Saison 5, épisode 1 Target of Interest (1969) de William Hale : Michael Weil
  - Saison 7, épisode 18 Judas Goat (1972) de Virgil W. Vogel : rôle non-spécifié
- 1967 : Le Fugitif (The Fugitive), saison 4, épisode 19 Mère Véronique (The Breaking of the Habit) : le père Taylor
- 1967 : Match contre la vie (Run for Your Life), saison 2, épisode 28 Tell It to the Dead de Leo Penn : Jay Saunders
- 1967 : Mannix, saison 1, épisode 12 Anguille sous roche (Turn Every Stone) : Homer Boswell
- 1967 : Les Envahisseurs (The Invaders)
  - Saison 1, épisode 16 Le Mur de cristal (Wall of Crystal) de Joseph Sargent : Dr Robert A. « Bob » Vincent
  - Saison 2, épisode 16 Une action de commando (Task Force) de Gerald Mayer : Jeremy Mace
- 1968-1969 : L'Homme de fer (Ironside)
  - Saison 1, épisode 17 La Deuxième Police (Force of Arms, 1968) : Jeff Hanson
  - Saison 2, épisode 21 Police et Taxi (Moonlight Means Money, 1969) de Don Weis : Ray Leonard
- 1972 : Hawaï police d'État (Hawaii Five-0), saison 5, épisode 7 Évènements en cabine (Chain of Events) : James Trevor Warren
- 1972-1975 : Cannon
  - Saison 2, épisode 11 Les murs ont des oreilles (Hear No Evil, 1972) de Charles S. Dubin : Larry Manning
  - Saison 3, épisode 6 Meurtre par procuration (Murder by Proxy, 1973) de Robert Douglas : Ray Younger
  - Saison 5, épisodes 14 et 15 La Star, 1re et 2e parties (The Star, Parts I & II, 1975) : Ned Hurley
- 1973-1974 : Banacek
  - Saison 1, épisode 9 Sans issue (The Two Million Clams of Cap'n Jack, 1973) de Richard T. Heffron : Fennyman
  - Saison 2, épisode 1 L'Œuvre d'art (No Stone Unturned, 1973) de Richard T. Heffron, épisode 3 Le Cas rosse du carrosse (The Three Million Dollar Piracy, 1973) d'Andrew V. McLaglen et épisode 5 L'Étalon (Horse of a Slightly Different Color, 1974) d'Herschel Daugherty : Henry DeWitt
- 1973-1977 : Les Rues de San Francisco (The Streets of San Francisco)
  - Saison 2, épisode 13 Le troisième âge se rebiffe (Winterkill, 1973) de Seymour Robbie : Robert Tillman
  - Saison 4, épisode 16 Profession honorable (The Honorable Profession, 1976) : Hank Travis
  - Saison 5, épisode 19 Interlude (1977) : Jerry Blake
- 1974 : 200 dollars plus les frais (The Rockford Files), saison 1, épisode 3 La Terre qui baignait dans le sang (The Dark and Bloody Ground) de Michael Schultz : Elliot Malcolm
- 1974-1980 : Barnaby Jones
  - Saison 2, épisode 22 Woman in the Shadows (1974) : James Colin
  - Saison 3, épisode 20 Doomed Alibi (1975) : Red Buttimer
  - Saison 4, épisode 19 Shadow of Guilt (1976) : Rod Cursey
  - Saison 5, épisode 24 Run Away to Terror (1977) : Douglas Enright
  - Saison 8, épisode 19 The Final Victim (1980) : David Kingsley
- 1976 : Switch, saison 1, épisode 17 Come Die with Me : Bill
- 1976 : L'Homme qui valait trois milliards (The Six Million Dollar Man), saison 4, épisode 6 H + 2 + 0 = Mort (H+2+0 = Death) : Omega
- 1976 : Super Jaimie (The Bionic Woman), saison 2, épisodes 11 et 12 Rinja Gabrin, 1re et 2e parties (Jaime's Shield, Parts I & II) d'Alan Crosland Jr. : Herb Partnow
- 1977 : Intrigues à la Maison Blanche (Washington: Behind Closed Doors), saison unique, épisodes 1 à 6 : Jack Atherton
- 1977 : L'Âge de cristal (Logan's Run), saison unique, épisode 2 Les Collectionneurs (The Collectors) d'Alexander Singer : John
- 1977-1981 : Quincy (Quincy, M.E.)
  - Saison 2, épisode 11 Sullied Be Thy Name (1977) de Jackie Cooper : « Monsignor »
  - Saison 7, épisodes 3 et 4 Slow Boat to Madness, Parts I & II (1981) de Daniel Haller : Thomas Ainsley
- 1978 : Drôles de dames (Charlie's Angels), saison 3, épisode 7 Le Fantôme de l'arbre (Haunted Angels) : Dr Holden
- 1979 : Dallas, saison 2, épisode 21 Les Fiançailles (Royal Marriage) : Chris Mainwaring
- 1980 : Chips (CHiPs), saison 4, épisode 3 La Nausée (To Your Health : Vic Tower
- 1981 : Buck Rogers au XXVe siècle (Buck Rogers in the 25th Century), saison 2, épisode 6 La Marque du saurien (Mark of the Saurian)
- 1981 : L'Homme à l'orchidée (Nero Wolfe), saison unique, épisode 7 Ça arrive dans les meilleurs familles (In the Best Families) de George McCowan : l'ambassadeur Cabot
- 1982 : Texas, feuilleton, épisodes indéterminés : Brian Helmsley
- 1982 : L'Incroyable Hulk (The Incredible Hulk), saison 5, épisode 7 État d'alerte (A Minor Problem) : Cunningham
- 1983 : K 2000 (Knight Rider), saison 2, épisode 4 Les Marchands de mort (Merchants of Death) d'Alan Myerson : Ebersol, membre du congrès
- 1984 : Le Juge et le Pilote (Hardcastle and McCormick), saison 1, épisode 16 M. le juge va à Washington (Mr. Hardcastle Goes to Washington) d'Arnold Laven : rôle non-spécifié
- 1984 : Hôtel (Hotel), saison 1, épisode 15 Un garde du corps trop consciencieux (Passages) de Jerome Courtland : Alan Reynolds
- 1984 : Falcon Crest, saison 3, épisode 18 Changing Times : le commissaire Carneras
- 1984 : Mike Hammer (Mickey Spillane's Mike Hammer), deuxième série, saison 1, épisode 10 Satan, cyanure et meurtre (Satan, Cyanide and Murder) : Paul Madden
- 1984 : V, saison unique, épisode 2 Triax (Dreadnought) de Paul Krasny : le général de l'US Air Force
- 1985 : Alfred Hitchcock présente (Alfred Hitchcock Presents), deuxième série, saison 1, épisode 5 Évasion (Final Escape) : le juge
- 1986 : Les deux font la paire (Scarecrow and Mrs. King), saison 3, épisode 12 Le Dissident (One Bear Dances, One Bear Doesn't) : Sanderson North
- 1986 : Agence tous risques (The A-Team), saison 5, épisode 7 Mort sur ordonnance (Alive at Five) de Craig R. Baxley : Notting
- 1986 : Matlock, saison 1, épisode 11 Le Père Noël (Santa Claus) de Daniel Haller : Alan Rollins
- 1987 : La Malédiction du loup-garou (Werewolf), saison unique, épisodes 11 et 12 A World of Difference, Parts I & II, de James Darren : rôle non-spécifié
- 1988 : Simon et Simon (Simon & Simon), saison 7, épisode 11 Les Trois Vies du docteur Bryson (A Firm Grasp of Reality) : Howard Dytman
- 1989 : Christine Cromwell, saison unique, épisode 1 À bout portant (Things That Go Bump in the Night) d'E. W. Swackhamer : Larry
- 1990 : Santa Barbara, soap opera, épisode 1617 (sans titre) : Edward Nichols
- 1991 : Alerte à Malibu (Baywatch), saison 2, épisode 5 Surfer n'est pas jouer (The Fabulous Buchannon Boys) : Ellis Morgan
- 1991 : La Voix du silence (Reasonable Doubts), saison 1, épisode 10 L'élève dépasse le maître (Graduation Day) : Harlan Beckwith
- 1992 : Les Craquantes (The Golden Girls), saison 7, épisode 23 Home Again, Rose, Part I : Dr Thompson
- 1993 : Un drôle de shérif (Picket Fences), saison 1, épisode 18 Lésion dangereuse (Fetal Attraction) : Dr Packard
- 1995 : Bienvenue en Alaska (Northern Exposure), saison 6, épisode 14 La Malédiction de la mère (The Mommy's Curse) : Leland Cole
- 1995 : Loïs et Clark : Les Nouvelles Aventures de Superman (Lois & Clark : The New Adventures of Superman), saison 3, épisode 9 Superman contre les nazis (Super Mann) : le sénateur Truman Black
- 1997-2001 : JAG
  - Saison 3, épisode 4 Loyauté (Blind Side, 1997) : l'amiral James Dawkins
  - Saison 7, épisode 2 Nouvelle Donne (New Gun in Town, 2001) de Terrence O'Hara : « Four Star »
- 1998 : Les Dessous de Palm Beach (Silk Stalkings), saison 7, épisode 14 La Peur au ventre (Rage) : le père de Terry Harrison
- 2003 : Frasier, saison 10, épisode 22 Tel père, tel fils (Fathers and Sons) de Kelsey Grammer : le doyen des admissions

Téléfilms
- 1967 : Sullivan's Empire de Thomas Carr et Harvey Hart : Patrick Sullivan
- 1974 : Hitchhike! de Gordon Hessler : Ken Reardon
- 1974 : Panic on the 5:22 d'Harvey Hart : Tony Ebsen
- 1975 : Terreur sur le Queen Mary (Adventures of the Queen) de David Lowell Rich : Matthew Evans
- 1975 : Le Daliah noir (Who Is the Black Dahlia?) de Joseph Pevney : Dr Wallace Coppin
- 1976 : Helter Skelter de Tom Gries : J. Miller Leavy
- 1979 : Act of Violence (it) de Paul Wendkos : Lloyd
- 1981 : Drapeau rouge – L'Ultime Manœuvre (Red Flag : The Ultimate Game) de Don Taylor : le colonel Collette
- 1992 : Jonathan : The Boy Nobody Wanted de George Kaczender : le juge Martin
- 1995 : Abandonnée et trahie (Abandoned and Deceived) de Joseph Dougherty : le père de Gerri
- 1996 : The Rockford Files : If the Frame Fits... de Jeannot Szwarc : le sénateur Aspall